# Lactocollybia microspora
Lactocollybia microspora är en svampart som beskrevs av Singer 1962. Lactocollybia microspora ingår i släktet Lactocollybia och familjen Marasmiaceae.   Inga underarter finns listade i Catalogue of Life.